# Christophe Berdos
Pour les articles homonymes, voir Berdos.
 Christophe Berdos, né le 17 avril 1970 à Tarbes, est arbitre international de rugby à XV. Il a été arbitre professionnel.

## Carrière d'arbitre
Il arbitre son premier match international le 19 juillet 2003, à l'occasion d'un match opposant l'équipe de Russie à un XV des États-Unis, et son premier match officiel le 24 juin 2006, pour une rencontre opposant les Junior All-Blacks au Japon.
En 2007, il figure parmi les arbitres de touche de la Coupe du monde.
En 2008, il dirige son premier match du Tournoi des Six Nations (Irlande-Écosse).

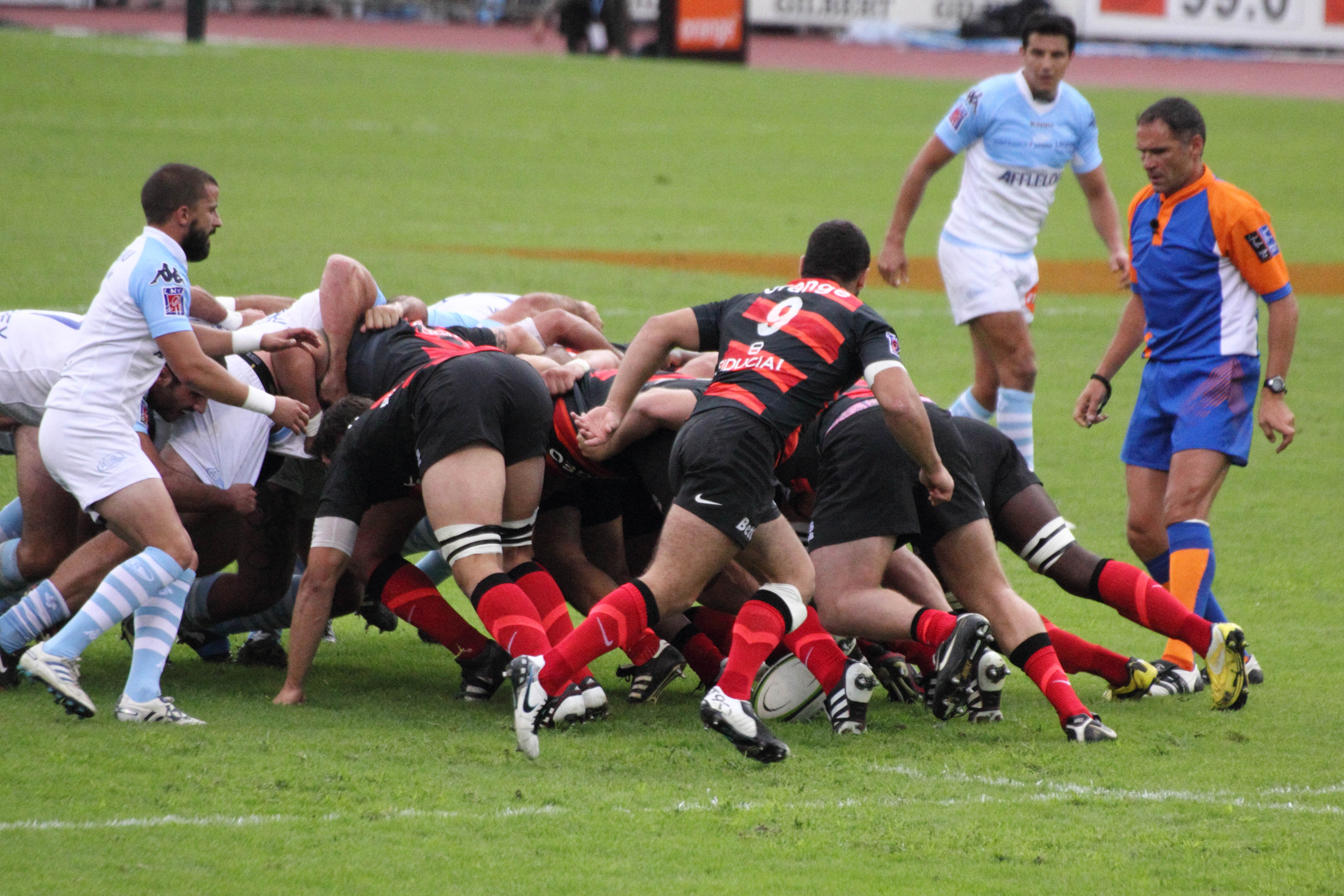
Christophe Berdos, en 2011, à l'arbitrage d'un match Aviron bayonnais - Stade toulousain.

Il arbitre régulièrement des matches de championnat de France, mais aussi de Coupe d'Europe, de Challenge européen, ainsi que des matches internationaux (Tournoi des Six Nations, tests-matches).
En 2009, il participe à un échange d'arbitres entre le Top 14 et la Guinness Premiership en dirigeant deux rencontres du championnat anglais (Newcastle Falcons-London Irish et Harlequins-Northampton Saints).
Il arbitre le deuxième test-match Afrique du Sud - Lions lors de la Tournée des Lions britanniques et irlandais 2009.
Il est désigné meilleur arbitre du Top 14 pour les saisons 2007-2008, 2008-2009 et 2009-2010 lors de la nuit du rugby. Il a arbitré sa première finale de Top 14 en 2010.
En septembre 2014, il devient arbitre semi-professionnel. Le 16 mai 2015, ayant atteint l'âge limite de 45 ans, il arbitre son dernier match en tant que professionnel, opposant le Stade français Paris au Montpellier Hérault Rugby durant la 25e journée du Top 14 2014-2015.

## Palmarès d'arbitre

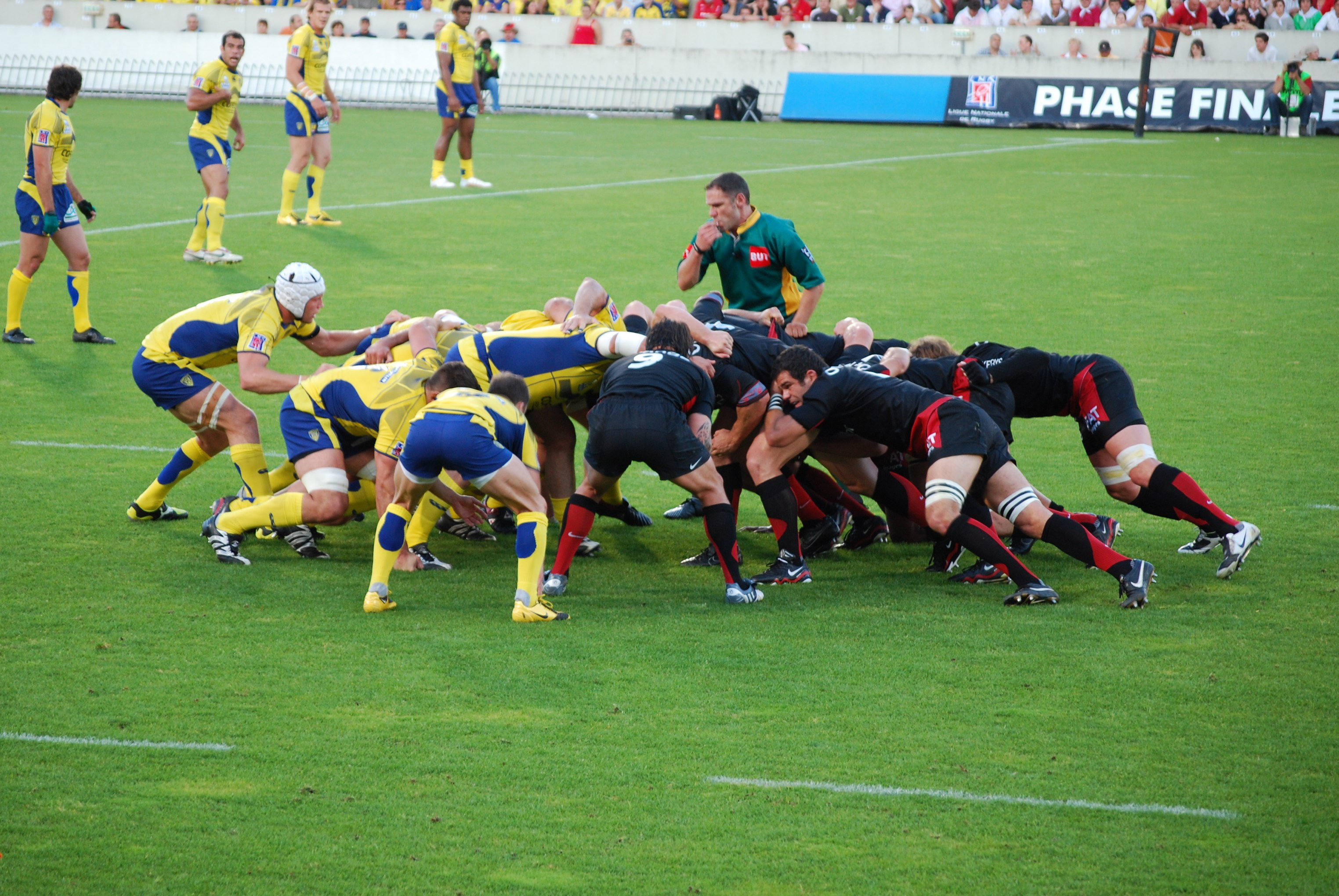
Christophe Berdos arbitrant la demi-finale de Top 14 ASM Clermont Auvergne - Stade toulousain au Stade Chaban-Delmas le 29 mai 2009.

Arbitre de champ en phases finales :
- Top 14 : demi-finale en 2007, demi-finale en 2008, demi-finale en 2009, finale en 2010, demi-finale en 2012, finale en 2014
- Challenge européen : quart-de-finale en 2007, demi-finale et finale en 2008, quart-de-finale en 2010, quart-de-finale en 2011

### Distinctions personnelles
- Nuit du rugby 2008 : élu meilleur arbitre français du Top 14 saison 2007-2008.
- Nuit du rugby 2009 : élu meilleur arbitre français du Top 14 saison 2008-2009.
- Nuit du rugby 2010 : élu meilleur arbitre français du Top 14 saison 2009-2010.

## Reconversion
En novembre 2016, il est membre de la liste menée par Alain Doucet, secrétaire général de la FFR sortant, pour intégrer le comité directeur de la Fédération française de rugby. Lors de l'élection du nouveau comité directeur, le 3 décembre 2016, la liste menée par Bernard Laporte obtient 52,6 % des voix, soit 29 sièges, contre 35,28 % des voix pour Pierre Camou (6 sièges) et 12,16 % pour Alain Doucet (2 sièges). Christophe Berdos n'est pas élu au sein du comité directeur.
En 2023, il intègre la Direction technique nationale de l'arbitrage de la FFR pour encadrer les arbitres du Top 14.